# Gare des Boullereaux-Champigny
Ne doit pas être confondu avec Gare de Champigny ou Gare de Villiers - Champigny - Bry.
La gare des Boullereaux-Champigny, située au point kilométrique (PK) 18,473 de la ligne de Paris-Est à Mulhouse-Ville, est une gare ferroviaire française de la commune de Champigny-sur-Marne (département du Val-de-Marne).

## Histoire
Ouverte le 13 janvier 1974 à l'occasion de l'électrification de la ligne entre Noisy et Tournan et le nouveau quartier de Champigny sur Marne, la gare a été rénovée avec rehaussement des quais pour l'arrivée du RER E (branche E4) le 30 août 1999. Elle porte le nom d'un quartier de Champigny-sur-Marne.
En 2023, selon les estimations de la SNCF, la fréquentation annuelle de la gare est de 2 494 663 voyageurs.

## Desserte
La gare est desservie à raison (par sens) d'un train toutes les 15 minutes aux heures creuses, aux heures de pointe et en soirée. Elle voit passer plus de 79 trains vers Nanterre-La Folie et 78 trains vers Villiers-sur-Marne (voire Tournan en soirée).

## Intermodalité
La gare est également desservie par les lignes 106, 110, 116 à distance à l'arrêt Louis Loucheur et 520 (à proximité de la gare RER) du réseau de bus RATP, la ligne 436 du réseau de bus Marne et Seine et, la nuit par la ligne N130 du réseau de bus Noctilien.

## Galerie de photographies

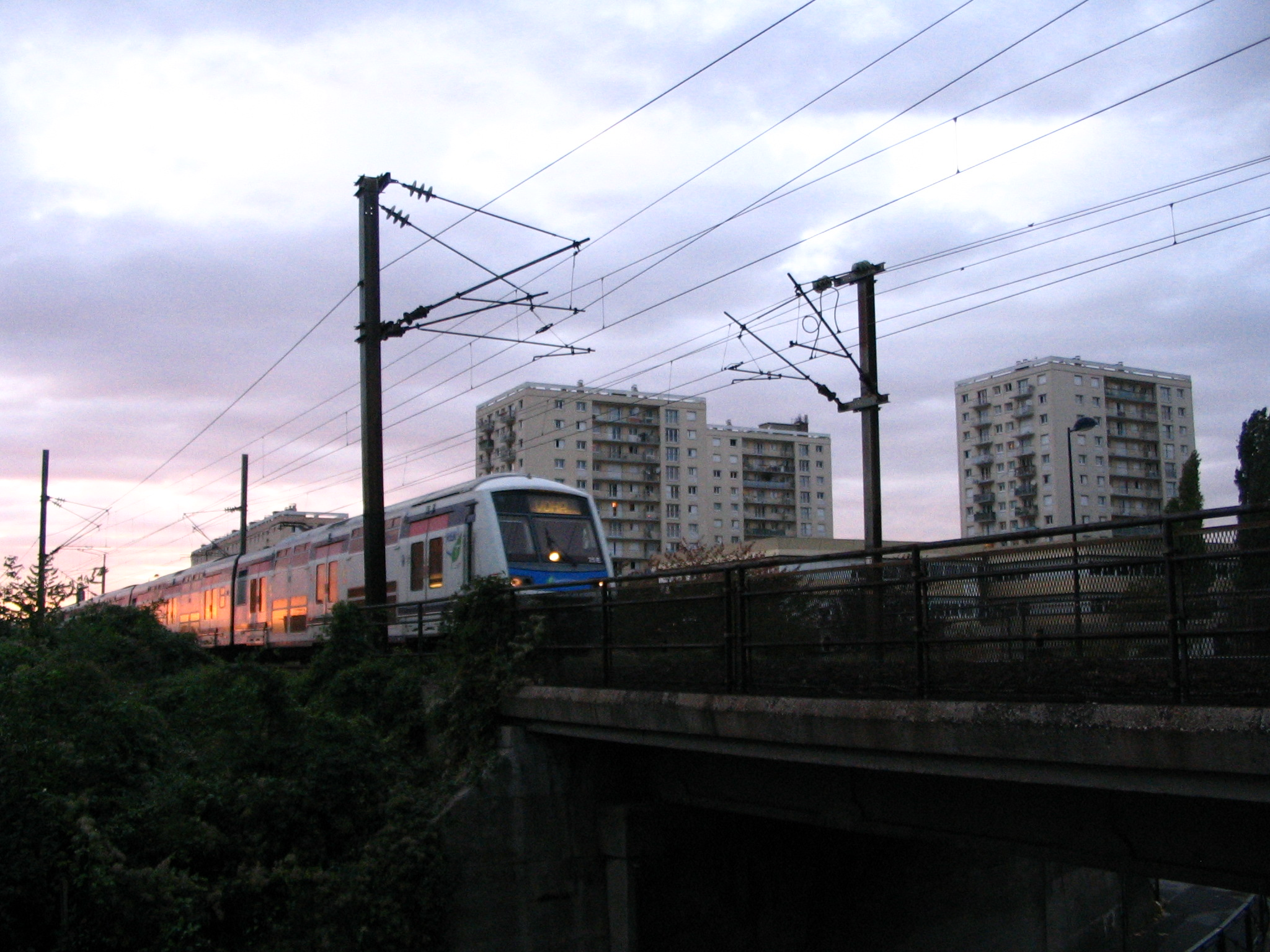
Une rame du RER E.
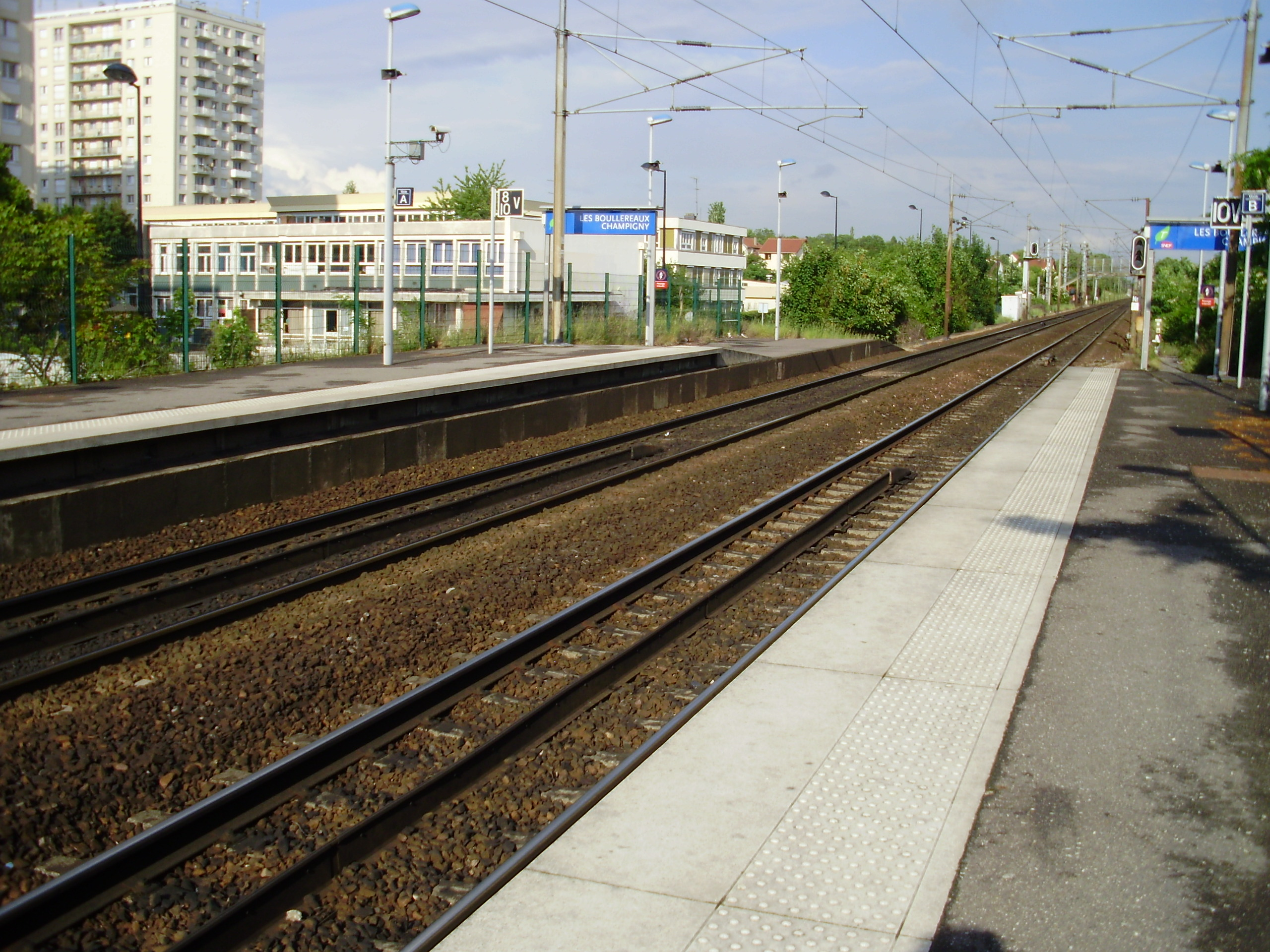
Vue en direction de Tournan.
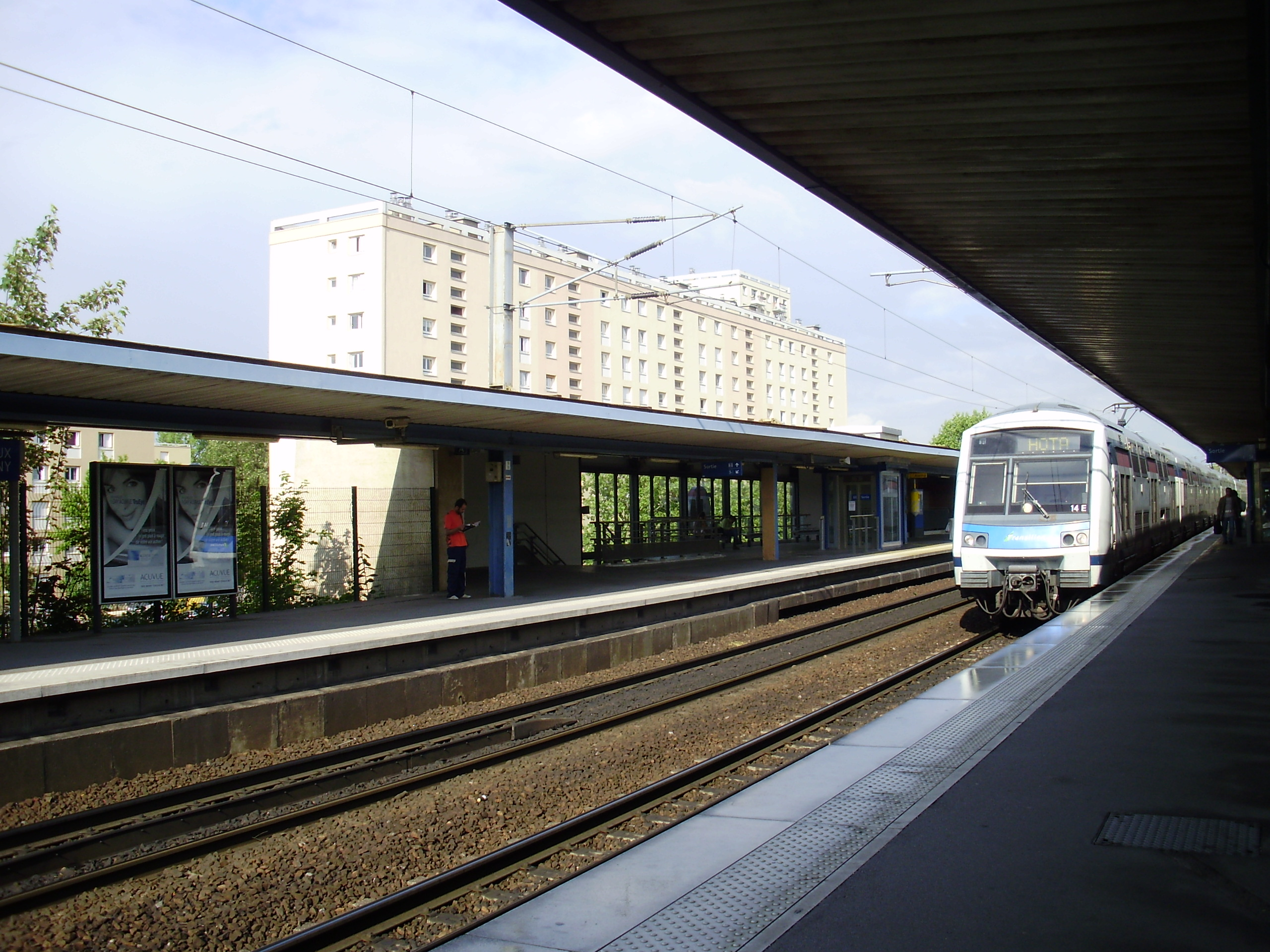
Rame Z 22500 se dirigeant vers Paris.